# Mads Pedersen (football)
Pour les articles homonymes, voir Mads Pedersen (homonymie) et Pedersen.
Mads Pedersen, né le 1er septembre 1996 à Hørsholm au Danemark, est un footballeur danois évoluant au poste de latéral gauche au FC Augsbourg.

## Biographie

### En club
Formé au FC Nordsjaelland, Mads Pedersen participe notamment au Tournoi de Viareggio en 2015 (marquant un but face au club italien du Rappresentativa évoluant en Serie D) et 2016.
Il signe son premier contrat professionnel lors de l'été 2015. Lors de sa première saison professionnelle, il est barré par le vétéran Patrick Mtiliga et se voit contraint de rester sur le banc. Il profite d'une blessure de ce dernier pour devenir titulaire lors de la deuxième partie de saison.
Mi-septembre 2017, il est victime d'une blessure au ligament qui l'écarte des terrains pendant plusieurs semaines.
Le 27 juin 2019, il s'engage pour cinq ans en faveur du FC Augsbourg.

### En équipe nationale
Avec les espoirs, il participe au championnat d'Europe espoirs en 2017. Lors de cette compétition, il joue deux matchs, contre l'Allemagne et la Tchéquie. Il délivre une passe décisive face aux joueurs tchèques.

## Statistiques
| Saison                | Club                  | Championnat           | Championnat | Championnat | Coupe(s) nationale(s) | Coupe(s) nationale(s) | Compétition(s) continentale(s) | Compétition(s) continentale(s) | Compétition(s) continentale(s) | Total | Total |
| Saison                | Club                  | Division              | M.          | B.          | M.                    | B.                    | Comp.                          | M.                             | B.                             | M.    | B.    |
| 2015-2016             | FC Nordsjaelland      | Superligaen           | 16          | 0           | 1                     | 0                     | -                              | -                              | -                              | 17    | 0     |
| 2016-2017             | FC Nordsjaelland      | Superligaen           | 25          | 0           | 1                     | 0                     | -                              | -                              | -                              | 26    | 0     |
| 2017-2018             | FC Nordsjaelland      | Superligaen           | 25          | 3           | -                     | -                     | -                              | -                              | -                              | 25    | 3     |
| 2018-2019             | FC Nordsjaelland      | Superligaen           | 22          | 0           | 1                     | 0                     | C3                             | 5                              | 0                              | 28    | 0     |
| Sous-total            | Sous-total            | Sous-total            | 88          | 3           | 3                     | 0                     | -                              | 5                              | 0                              | 96    | 3     |
| 2019-2020             | FC Augsbourg          | Bundesliga            | 2           | 0           | 1                     | 0                     | -                              | -                              | -                              | 3     | 0     |
| 2020-2021             | FC Augsbourg          | Bundesliga            | 15          | 0           | -                     | -                     | -                              | -                              | -                              | 15    | 0     |
| 2021-2022             | FC Augsbourg          | Bundesliga            | 29          | 2           | -                     | -                     | -                              | -                              | -                              | 29    | 2     |
| 2022-2023             | FC Augsbourg          | Bundesliga            | 25          | 0           | 1                     | 1                     | -                              | -                              | -                              | 26    | 1     |
| 2023-2024             | FC Augsbourg          | Bundesliga            | 17          | 1           | 1                     | 0                     | -                              | -                              | -                              | 18    | 1     |
| Sous-total            | Sous-total            | Sous-total            | 88          | 3           | 3                     | 1                     | -                              | 0                              | 0                              | 91    | 4     |
| 2019-2020             | FC Zurich (prêt)      | Super League          | 5           | 0           | -                     | -                     | -                              | -                              | -                              | 5     | 0     |
| Sous-total            | Sous-total            | Sous-total            | 5           | 0           | 0                     | 0                     | -                              | 0                              | 0                              | 5     | 0     |
| Total sur la carrière | Total sur la carrière | Total sur la carrière | 181         | 6           | 6                     | 1                     | -                              | 5                              | 0                              | 192   | 7     |